# Rhynchobapta eburnivena
Rhynchobapta eburnivena är en fjärilsart som beskrevs av W. Warren 1896. Rhynchobapta eburnivena ingår i släktet Rhynchobapta och familjen mätare. Inga underarter finns listade.